# Boxercise
Boxercise, eller box, är en gruppträningsform som främst är tänkt som konditionsträning, men man lägger ofta in vissa styrkeövningar som exempelvis situps och pushups. Träningen är inspirerad av olika kampsporter, men till skillnad mot kampsporterna använder man enklare kombinationer för att alla ska kunna hänga med.
Den utövas parvis, där den ena parten har säckhandskar, ett slags tunna boxhandskar, medan den andra håller mitsar. Den som har handskarna utför sedan olika kombinationer av sparkar och slag mot mittsarna som partnern flyttar beroende på vilka sparkar eller slag som ska utföras. Därefter byter man roller. 
Man använder vanligen två små mittsar, en på varje hand, men vid vissa kombinationer med "tyngre" sparkar använder man istället en stor tjock mitts.